# 사르데냐 요리

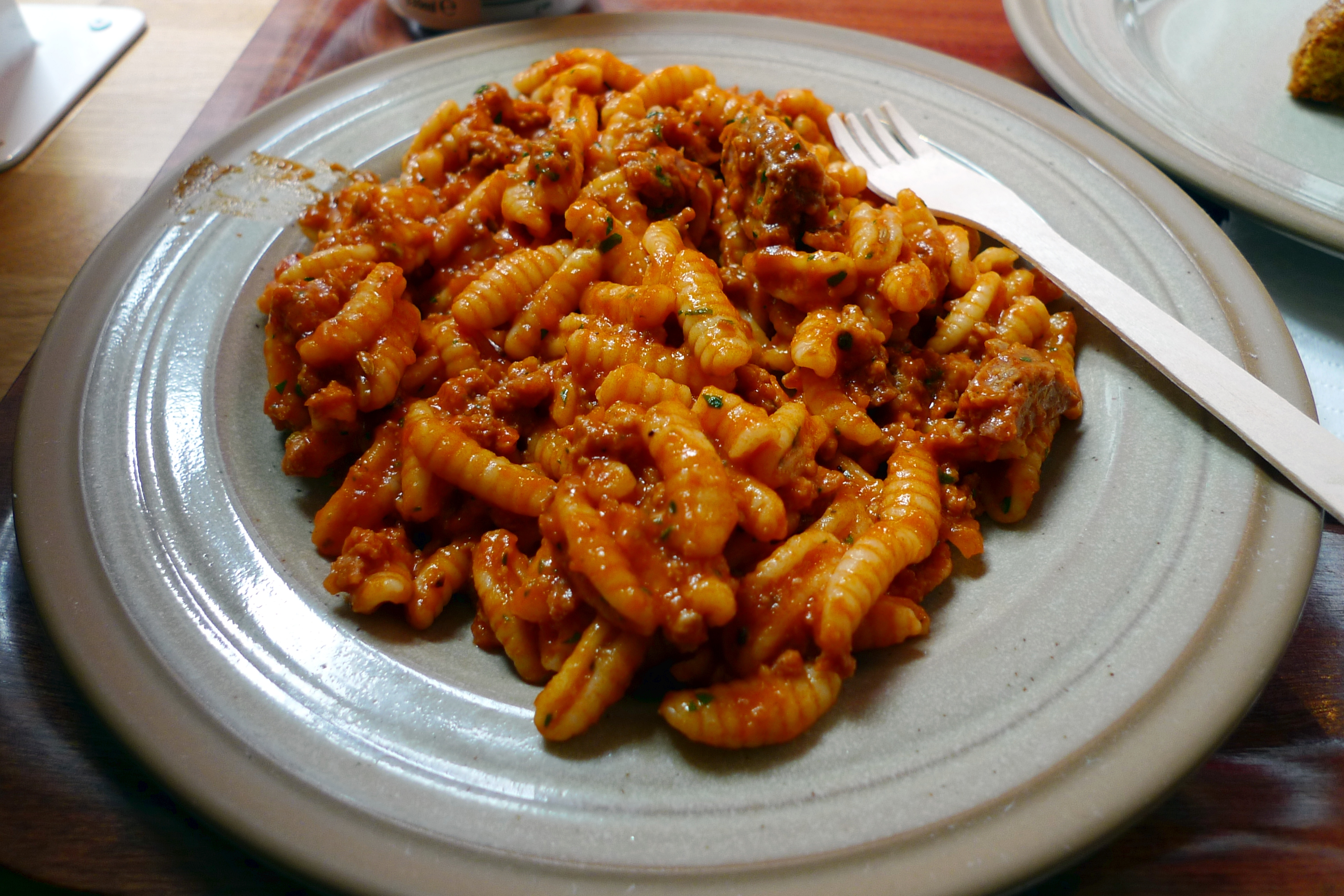
말로레두스 파스타, 소시지 고기, 맛있는 소스.

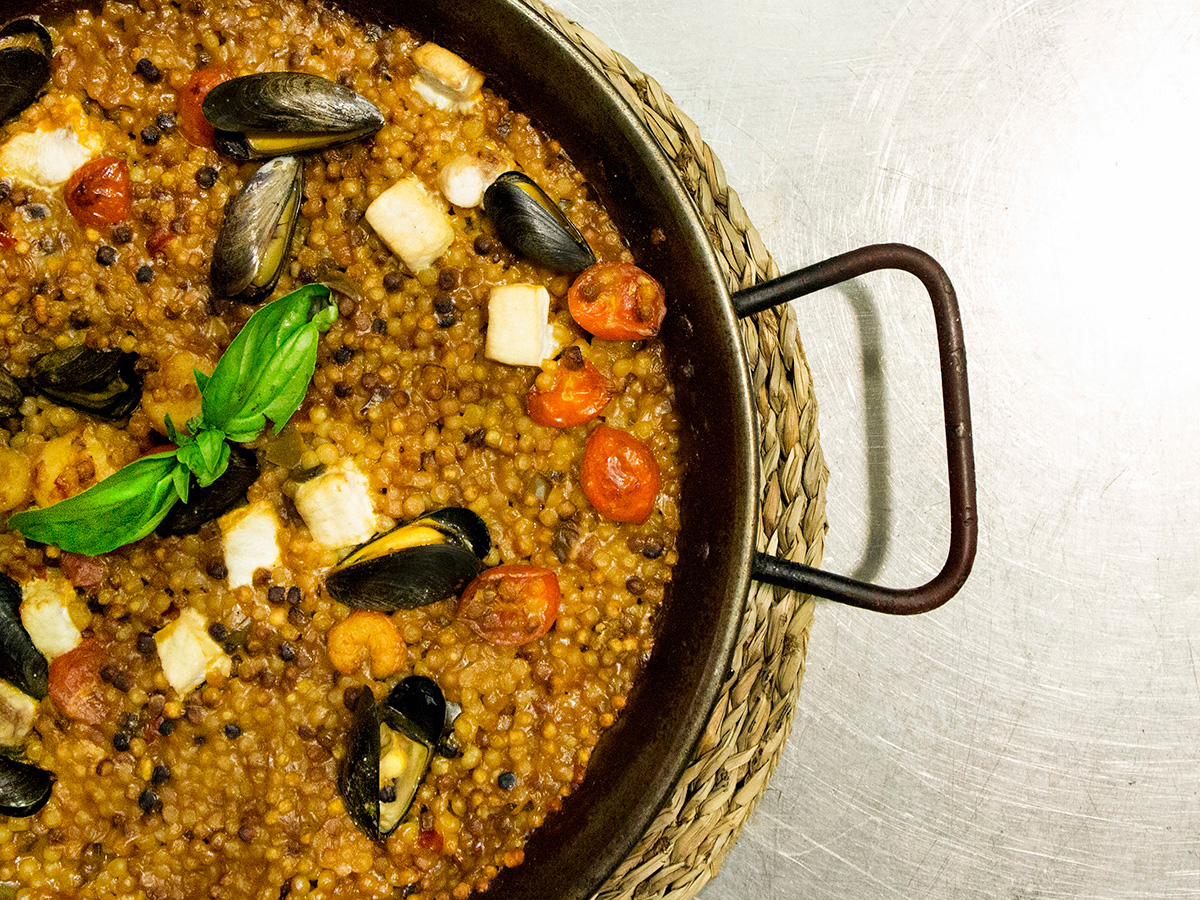
프레굴라, 세몰리나 파스타의 일종. 전형적인 프레굴라 조리법은 토마토 기반의 토마토 소스와 조개를 넣어 졸이는 것이다.

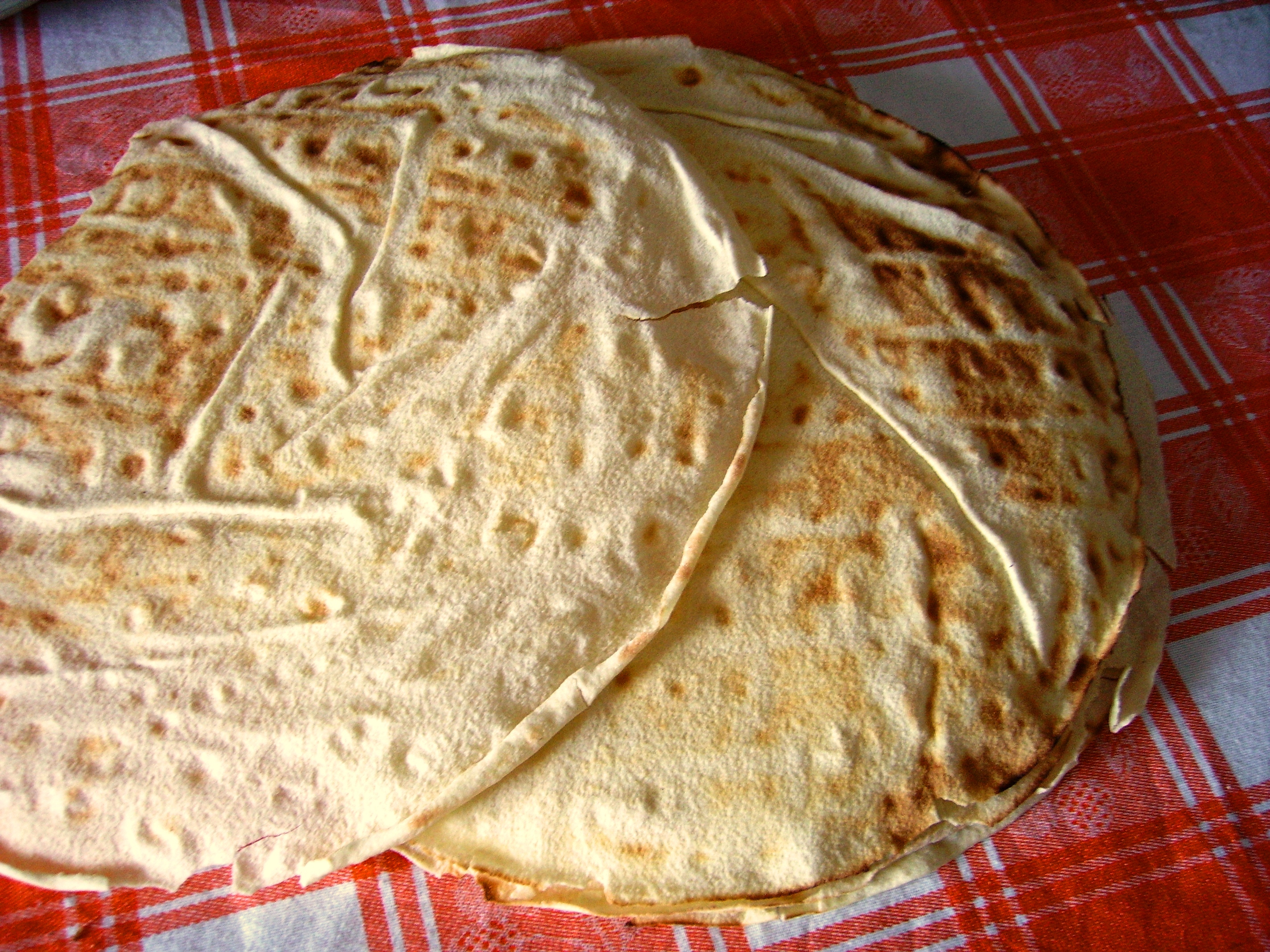
전통 카라사우 빵

사르데냐 요리(영어: Cuisine of Sardinia)는 사르데냐 섬의 전통 요리이자 그 요리 예술의 표현이다. 이 요리는 고유의 다양성을 특징으로 하며, 고유의 정체성을 유지하면서 다른 지중해 문화와의 여러 교류를 통해 풍부해졌다.
사르데냐의 식문화는 육지 음식과 해산물 음식으로 엄격하게 나뉘며, 이는 섬의 역사적 변천과 특히 해안선부터 울퉁불퉁한 내륙 산맥에 이르는 지리적 풍경을 반영한다. 사르데냐 요리는 지중해 식단의 일부로 간주되며, 이는 유네스코에 의해 무형문화유산으로 선포된 영양 모델이다.

## 개요
새끼 돼지와 멧돼지는 꼬치에 구워지거나 콩과 채소 스튜에 빵으로 걸쭉하게 끓여진다. 민트와 머틀과 같은 허브는 지역 요리에 널리 사용된다. 사르데냐에는 또한 특별한 종류의 마른 빵이 많은데, 이는 수분 함량이 높은 빵보다 오래 보관된다. 말로레두스는 이 지역의 대표적인 파스타이다.
또한 카라사우 빵, 치브락수 빵, 코코이 아 피추스라는 장식적인 빵, 그리고 밀가루와 물만으로 만들어 원래 목동들을 위한 것이었으나 종종 토마토, 바질, 오레가노, 마늘, 그리고 강한 치즈와 함께 집에서 제공되는 피스토쿠 빵도 구워진다. 닭새우, 스캄피, 오징어, 참치, 정어리가 주요 해산물이다.
카수 마르추는 사르데냐에서 생산되는 양 치즈이지만, 위생 문제로 인해 합법성에 논란이 있다.

## 해산물
- 칼리아리의 대표적인 요리는 프레굴라 쿤 코키울라 ("조개와 프레굴라")이다. 코키울라 에 코차 아 사 스키시온네라 ("팬에 조리된 조개와 홍합"), 그리고 돔발상어를 기반으로 한 부리다 아 사 카스텔다자(식초와 호두), 다양한 종류의 생선, 갑각류, 연체동물을 결합한 수프인 카솔라, 살리구스타 아 사 카스텔다자 ("칼리아리식 랍스터"), 조개와 부타리가를 곁들인 일반적인 스파기투스, 그리고 아티초크나 야생 아스파라거스를 곁들인 성게 스파게티인 스파기투스 쿤 아리티조니스가 있다.
- 오리스타노 지역과 카브라스 연못의 전형적인 요리는 보사에서도 마찬가지로 종종 장어를 포함한다. 생선 알에서는 숭어 보타르가가 추출되며, 단독으로 제공되거나 파스타 드레싱으로 사용될 수 있다. 또 다른 전통 제품은 삶고 소금에 절인 숭어 조각을 늪지 식물인 지바 (이탈리아어로는 오비오네)로 향을 낸 자루에 싸서 만든 사 메르카이다. 다양한 부리다 (돔발상어)도 맛볼 수 있다.
- 술치스 해안선을 따라 지중해에서 가장 오래된 참치 어장 중 일부가 있다. 현지 요리는 제노아의 영향을 받았으며, 참치 잡이 및 관련 제품(보타르가, 참치 심장, 무시아메, 부조날리아, 라투메, 그리고 채소를 곁들인 쿠스쿠스의 일종인 타바르친 카스카)에 강하게 기반을 둔다.
- 알게로 요리는 도시를 가득 채운 카탈루냐 영향을 반영하는데, 이는 랍스터를 카탈루냐 방식으로 조리하는 데서 볼 수 있다. 랍스터는 토마토, 셀러리, 양파와 함께 삶아지고 레몬, 올리브 오일, 소금, 후추 소스를 곁들여 제공된다.
- 산타 테레사와 마달레나 군도 쪽에서는 문어 샐러드가 대표적인 특산물이며, 올비아에서는 홍합과 조개를 기반으로 한 요리가 있다. 섬의 북쪽과 남쪽 모두에서 오르티지아다스 또는 불티길라타라고 불리는 밀가루를 입혀 튀긴 말미잘이 있다.

## 첫 번째 코스

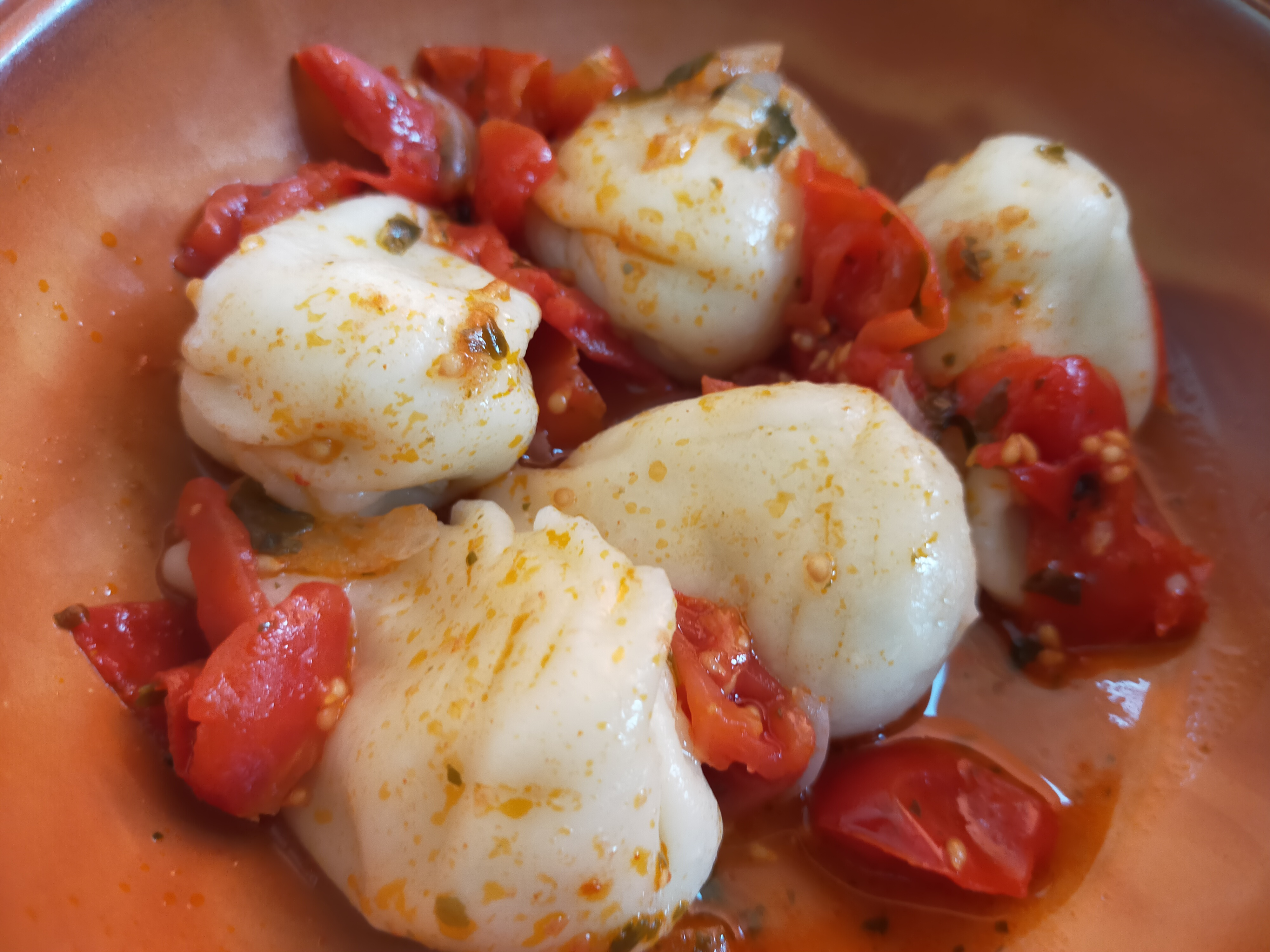
쿨루르히오네스

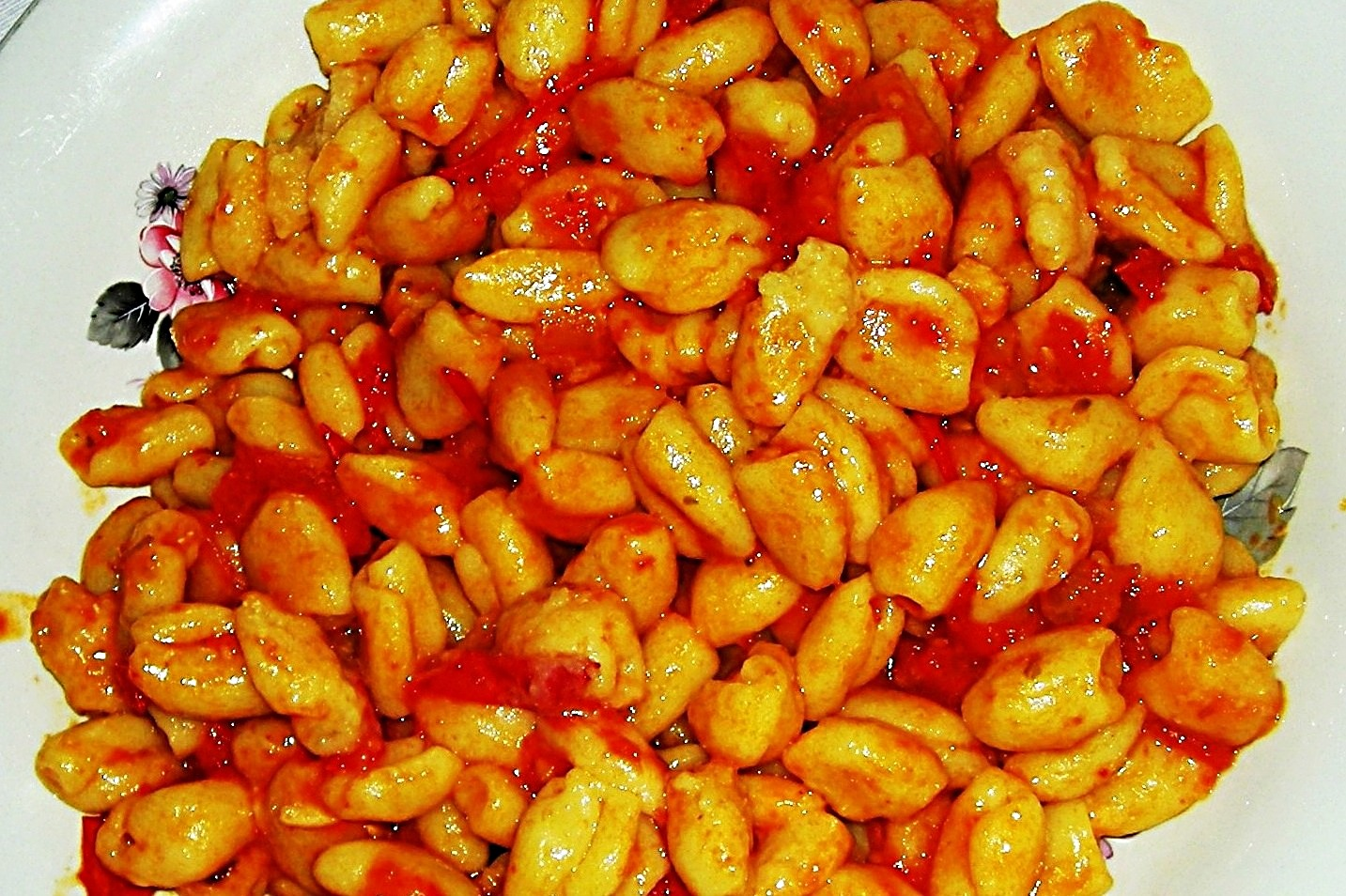
마카로네스 크라바오스, 오 데 푼주

- 말로레두스는 전통적으로 사프란으로 맛을 낸 가늘게 원뿔 모양으로 만든 듀럼 밀 세몰리나 파스타이다. 일반적으로 캄피다노 또는 소시지 소스로 간을 하지만, 대표적인 요리 중에는 카수 푸리아우, 즉 녹인 치즈와 사프란을 넣은 변형이 있다. 사사리에서는 시기오네스, 누오로에서는 크라바오스라고도 불리며, 이탈리아어로는 뇨케티 사르디라고 한다.[5]
- 쿨루르히오네스는 리코타 치즈와 민트, 또는 감자, 신선한 치즈, 민트를 기반으로 한 속을 채운 신선한 듀럼 밀 만두이다.
- 로리가타스는 섬 중앙의 작은 마을인 모르공지오리에서 고대부터 이중 파스타 가닥을 엮어 만든 파스타의 일종이다.
- 마카로네스 데 부사는 특별히 길쭉한 철사로 만든 부카티니의 일종이다.
- 마카로네스 푸리아오스는 매우 신선한 페코리노 치즈를 겨와 함께 녹여 일종의 크림을 만든 만두이다.
- 마카로네스 크라바오스, 오 데 푼주 또는 마카로네스 데 웅야|| 120px]] || 갈루레세에서는 키우소니 또는 시우소니라고 불리며, 작은 원통형으로 3~4cm 크기의 특별한 듀럼 밀 세몰리나 만두로, 섬 전체에 퍼져 있지만 특히 갈루라에서 흔하다.[6]
- 프레굴라는 듀럼 밀 세몰리나로 만든 특별한 마른 파스타로, 작은 덩어리로 만들어지며 조개와 프레굴라 또는 소스와 함께 프레굴라와 같은 대표적인 요리에 사용된다. 또한 고기 육수를 넣은 수프를 만드는 데도 사용된다.[7]
- 갈루레세 수프 또는 수파 쿠아타는 사르데냐 빵, 카시졸루, 향신료, 페코리노 치즈로 구성된 요리로, 모두 육수로 부드럽게 한 후 오븐에 구워진다.
- 사사레세의 대표적인 요리는 파바다 (파바타)로, 전통적으로 카니발 기간에 준비되며 말린 콩, 양배추, 회향, 돼지 껍질, 돼지고기로 만든 수프이다.
- 파나다는 퍼프 페이스트리로 만든 엠파나다로, 양고기(또는 장어), 감자, 말린 토마토로 속을 채운다. 이 요리는 섬 전역에서 준비되며, 오늘날 아세미니, 오스키리, 베르키다, 파타다, 쿠글리에리와 같은 여러 마을의 특산물이다.
- 파네 프라타우 또는 파네 카라사우는 육수에 적신 토스트 빵으로, 갈린 페코리노 치즈와 토마토 소스를 곁들여 층층이 쌓고 맨 위에는 수란을 얹는다.
- 수프와 메르카는 탈리올리니와 유사한 특별한 파스타인 수 수쿠에 토마토, 주키니, 감자(변형에 따라 다름)를 넣고 마지막에 응고된 양젖(프루에)을 넣어 만든다.
- 필린데우는 누오로에서만 만들어지는 파스타로, 가장 좋은 세몰리나로 만들어 특별한 방식으로 엮으며, 양 육수와 풍부한 신선한 치즈를 곁들여 제공된다.
- 수 수쿠는 부사키의 대표적인 첫 코스 요리로, 매우 얇은 탈리올리니 또는 엔젤 헤어를 양 육수에 사프란 줄기로 맛을 내어 조리하고, 신선하고 신맛이 나는 페코리노 치즈를 곁들여 준비한다.

## 두 번째 코스

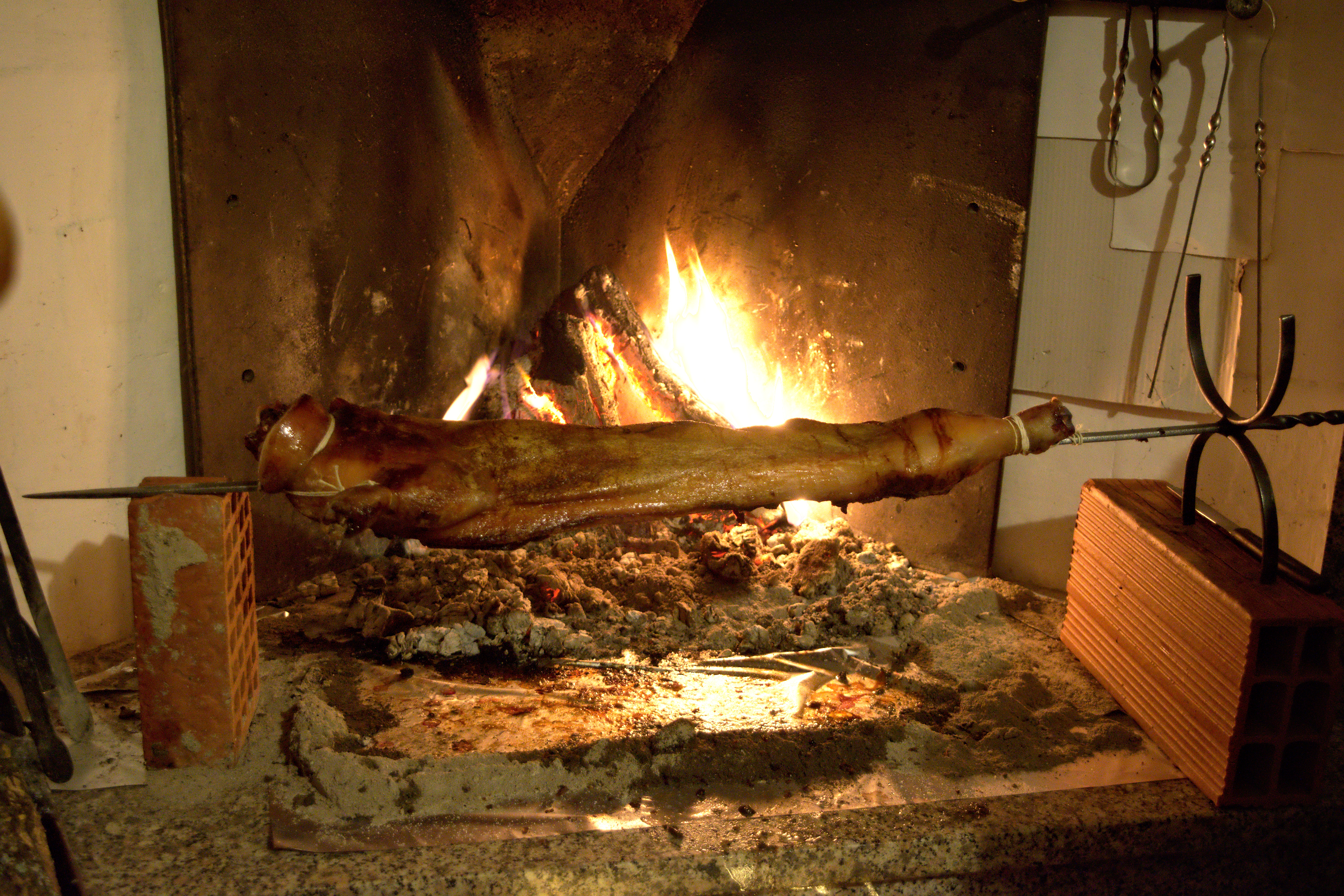
포르체토

- 포르케타 또는 포르체토,[8] 사르데냐어로는 포르체두 또는 포르체두라고 불리는 약 4-5kg 또는 20일 된 새끼 돼지를 꼬챙이에 천천히 구워 머틀 또는 로즈마리로 맛을 낸다. 이 로스트는 사르데냐 목동 요리의 고전이다.
- 최대 7kg의 구운 새끼 양고기는 흰 살과 부드럽고 강렬한 맛이 나며, 섬의 가장 오래된 전통 중 하나로, 항상 목동들의 땅이었던 이곳에서 이 요리는 가장 대표적인 음식 습관 중 하나였다. 양고기는 또한 다양한 대표적인 파나다의 기본이 된다.
- 구운 새끼 염소는 특히 인기 있는 요리이다. 새끼 염소는 꼬챙이에 천천히 구워진다. 일반적으로 유일한 양념은 고운 소금으로, 요리 중에 뿌려진다.

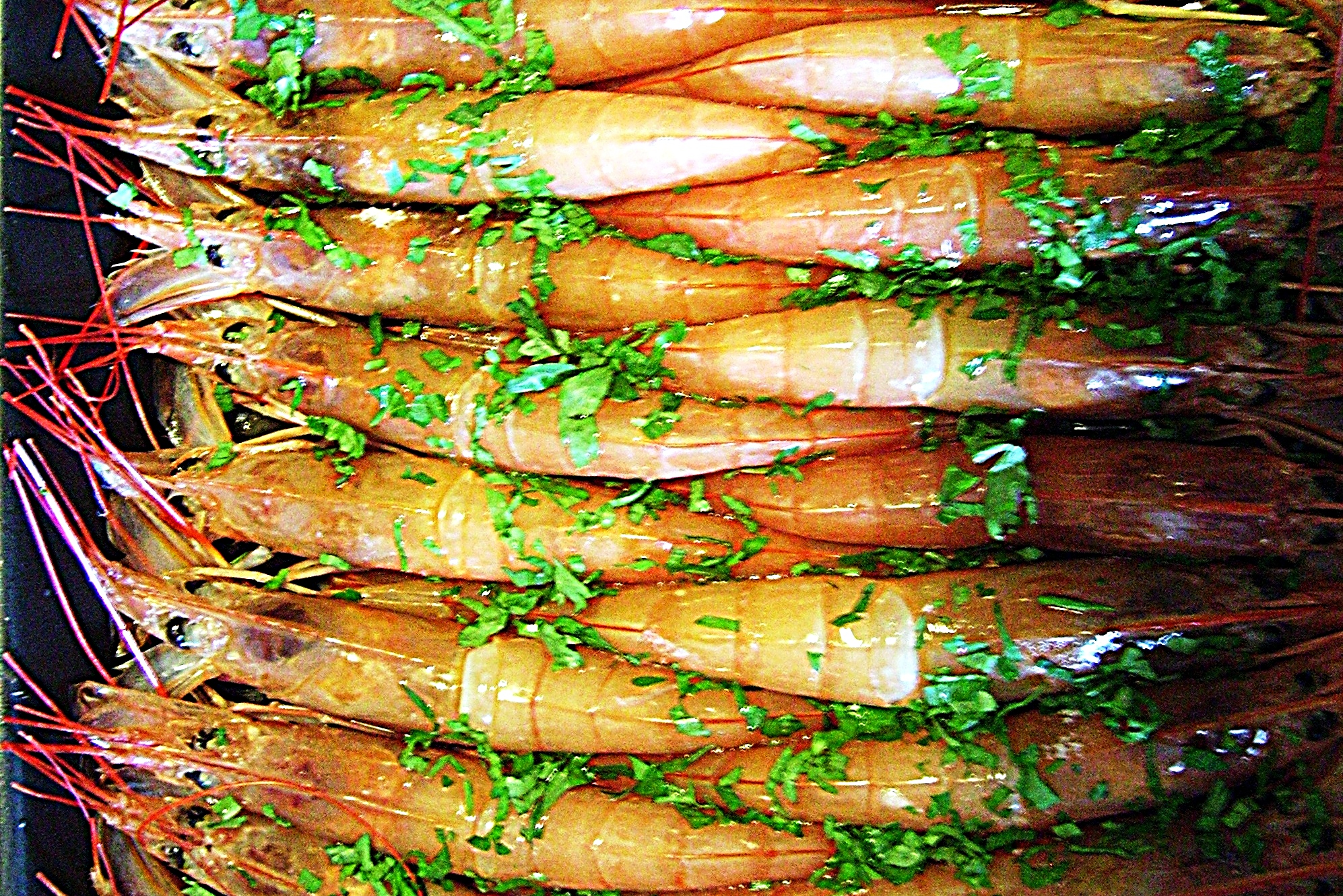
베르나치아를 곁들인 카라비네로스 새우.

- 카락수(지하 구멍에서 조리하는 방식) 방식으로 조리한 멧돼지 고기. 이 특별한 조리법은 구멍에 불씨를 채워 벽을 가열하는 것이다. 재를 제거한 후 바닥에 머틀과 타임 가지를 깔고 그 위에 멧돼지를 놓은 다음 다른 가지로 덮는다. 그런 다음 구멍을 흙으로 막고 그 위에 불을 붙인다. 또한 달콤하고 신맛이 나도록 고기를 작게 썰어 다진 양파, 파슬리, 머틀, 타임과 함께 갈색으로 볶은 다음 식초와 토마토 소스를 추가하여 조리한다.

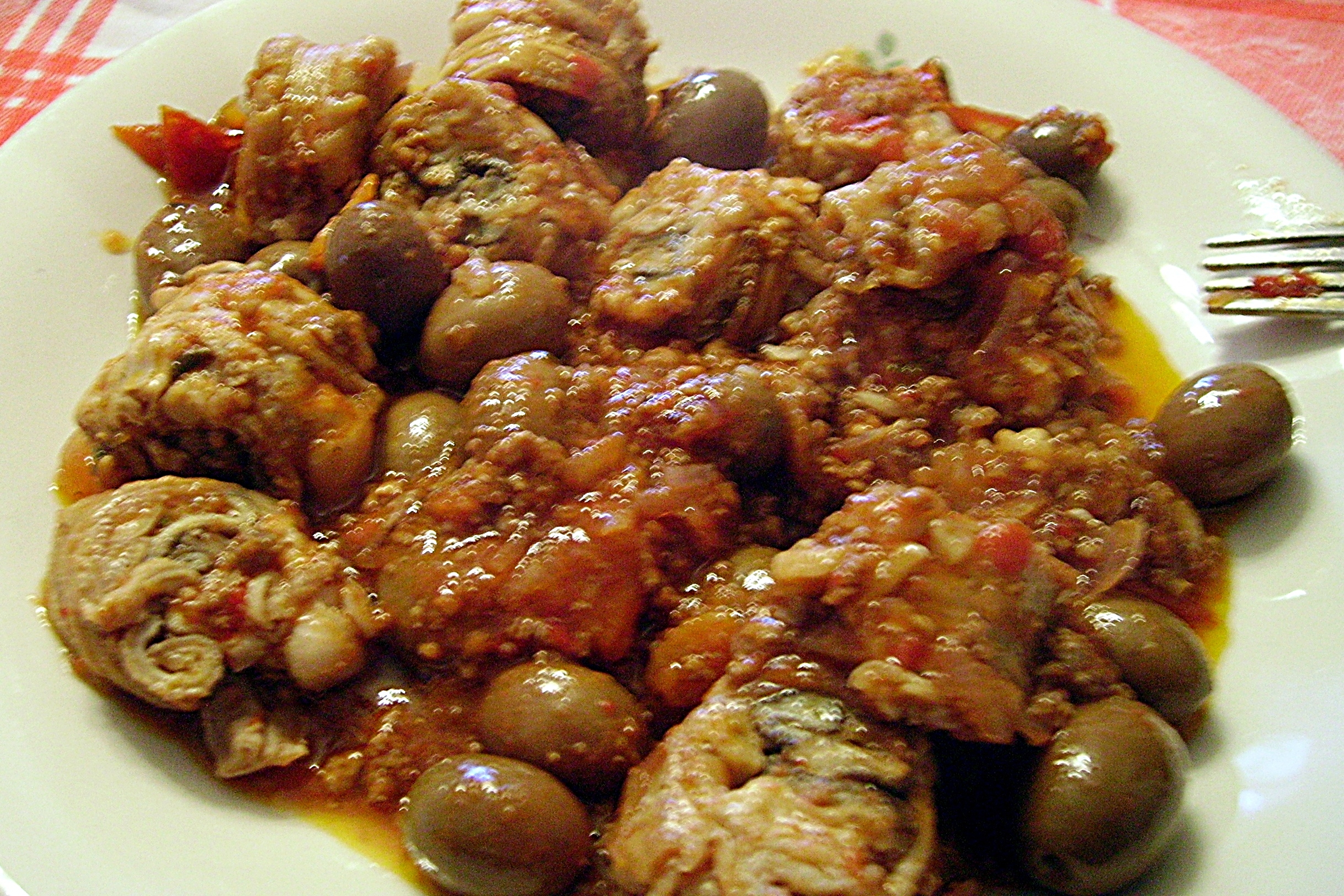
올리브를 곁들인 코르둘라 스튜

- 코르둘라 또는 코르데다는 엮은 새끼 염소 또는 양의 내장으로 구성되며, 꼬챙이에 구워지거나 완두콩(코르둘라 쿤 피수르시) 또는 다른 변형과 함께 팬에 조리된다.
- 트라탈리아 또는 타탈리우는 양 또는 염소 가슴살을 기본으로 하며, 구운 간, 심장, 췌장, 폐 조각을 번갈아 가며 꼬챙이에 꿰어 구워지며, 먼저 부분적으로 조리한 후 복막으로 싸서 깨끗이 손질한 모든 것으로 묶거나, 완두콩이나 아티초크와 함께 팬에 조리한다.[9]
- 주레테 또는 "삼베네"는 동물성 지방(양의 그물막인 "트라마쿠오"를 튀겨 얻은 것), 양파, 뱀 타임 및 민트(풀레우, 야생 민트), 강판에 간 페코리노 치즈, 찢은 카라사우 빵으로 양념한 양피로 만든 요리로, 동물의 위 안에 넣어 삶거나 드물게는 불 위에서 조리한다.
- 베르베체 인 코트 또는 양파와 감자를 넣고 삶은 양고기로, 조리 국물에 적신 카라사우 빵과 함께 제공된다.
- i 필로니스 데 타쿨라는 주로 삶고 소금에 절여 머틀 잎으로 향을 낸 개똥지빠귀(두르두로스)와 메를론(메우라)을 주재료로 한 사냥 요리이다.
- 지미노 또는 지미누는 파라상구(횡격막), 칸나쿨루(장), 심장, 신장, 간, 비장과 같은 송아지 내장을 그라빌리아 또는 그릴에 구워 조리하는 사사레세 전통 요리이다.
- 뭉게타스 또는 달팽이(스네일이라고도 함)는 미누다 치우타(Theba pisana)를 감자와 함께 삶은 것부터, 매운 소스나 마늘과 파슬리를 넣어 만든 두꺼운 치오가스(Eobania vermiculata)까지, 치즈, 계란, 파슬리, 빵가루 혼합물로 채워 제공되는 코어(Cornu aspersum)까지, 마늘, 기름, 파슬리, 빵가루를 넣고 팬에 조리한 뭉게타스까지 다양한 크기가 있다. 오시와 사사리의 대표적인 요리일 뿐만 아니라 메디오 캄피다노의 제시고에서도 특산품으로 판매된다.
- 수 기사두는 양고기 또는 야생 돼지고기를 토마토, 월계수 잎, 마늘, 파슬리와 함께 약불에서 구운 대표적인 로구도레세 요리이다. 이 소스는 뇨케티 "시시오네스" 또는 라비올리 "콜룬조네스"의 훌륭한 양념이다.
- 작은 꼬챙이 이스피나다는 양고기를 부드러운 부위에 채워 등지방 부분과 번갈아 가며 꽂는 요리이다.

## 리큐어

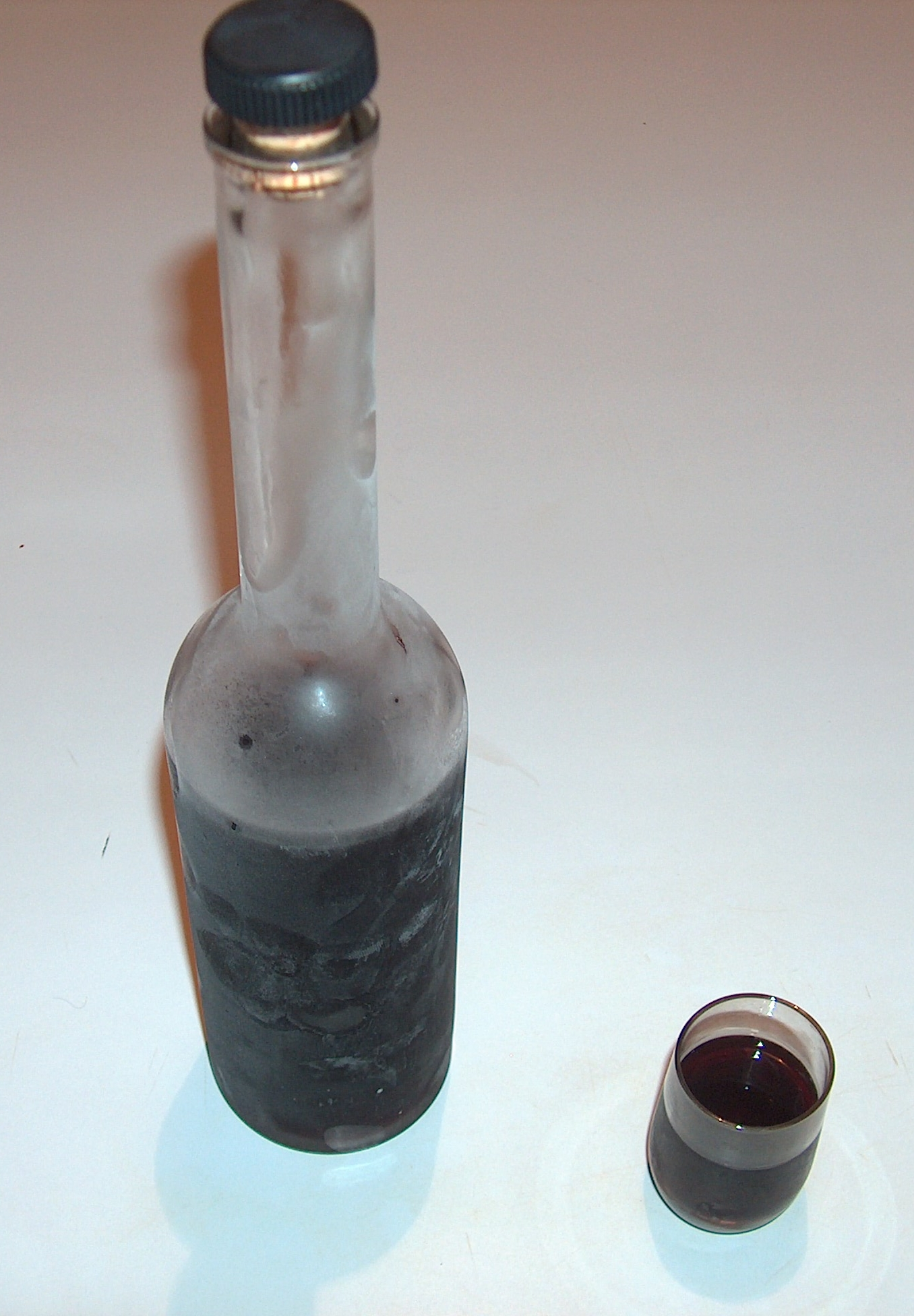
수제 사르데냐 미르토

미르토는 사르데냐, 코르시카, 카프라이아 이솔라 등 지중해 섬에서 인기 있는 리큐어이다. 머틀 식물의 열매 또는 열매와 잎의 혼합물을 알코올 침용하여 얻는다. 머틀은 사르데냐에서 자유롭게 자라며, 이 리큐어는 현지 틈새시장의 일부로 두 가지 종류로 소비되었다. 검은색 열매를 가진 것과 흰색 열매를 가진 것이다. 전설에 따르면, 오래전에 사르데냐인 도적들이 이 식물의 특별한 사용법을 인근 코르시카 섬에 도입했고, 그 이후로 이 리큐어는 그곳에서도 전통 음료로 간주되었다.

## 디저트
사르데냐 미식의 다른 제품들과 마찬가지로 디저트 또한 지역마다 상당히 다양하다. 가장 잘 알려진 것들은 다음과 같다.

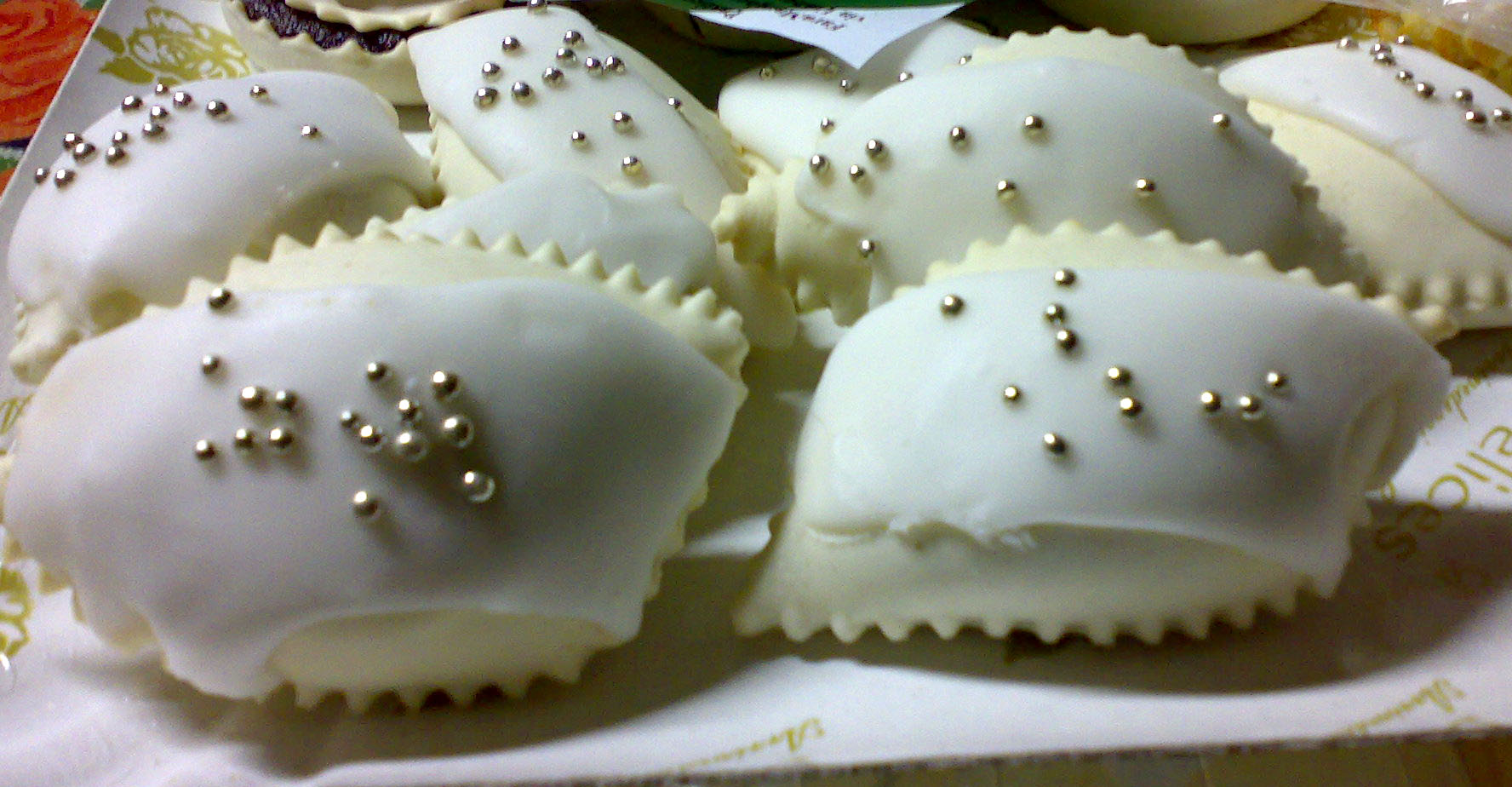
오지에리의 대표적인 디저트, 코플레타스

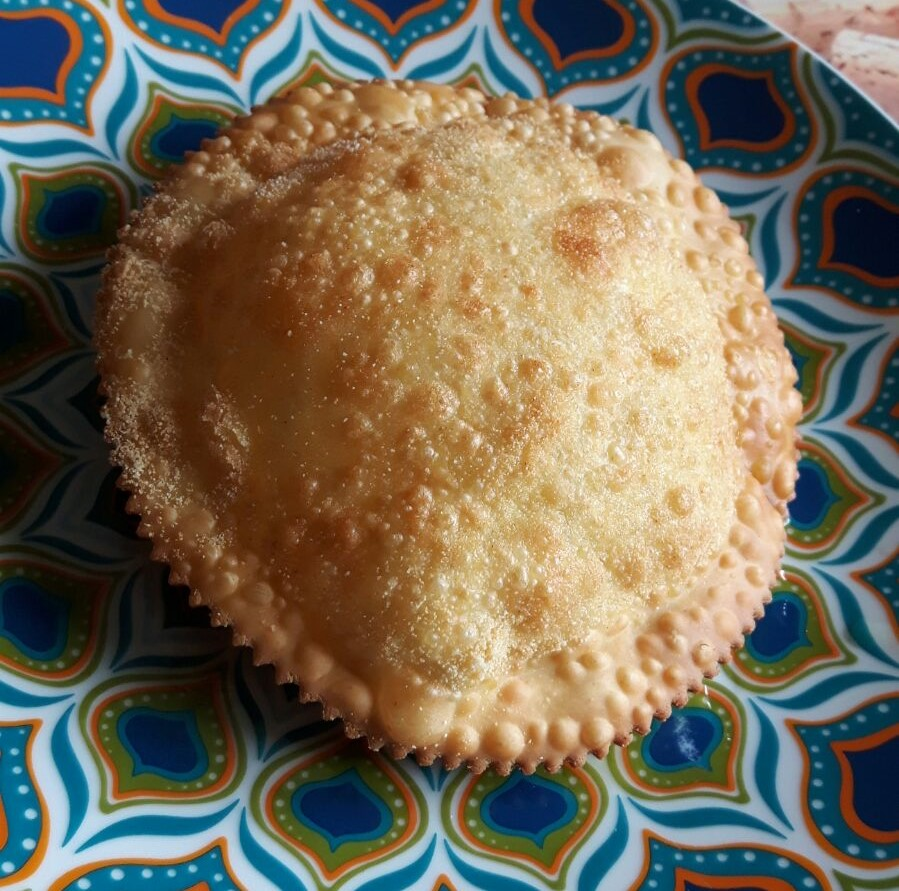
달콤한 토핑과 함께 제공될 수 있는 사르데냐의 맛있는 디저트, 세아다스.

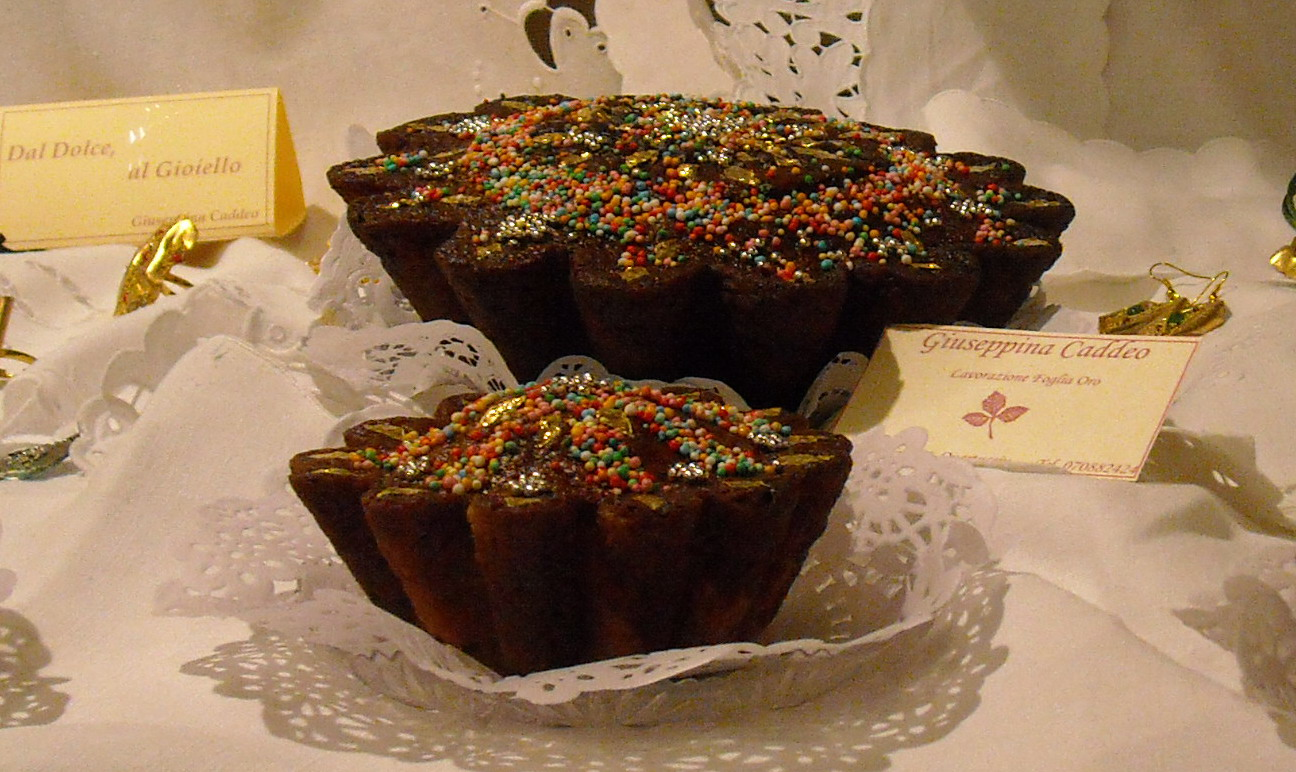
판 에 사바

- 세아다스 또는 세바다스는 신선하고 약간 신맛이 나는 페코리노 치즈를 세몰리나 또는 신선한 소 치즈와 함께 녹여 레몬으로 향을 낸 얇은 반죽 디스크로, 튀긴 후 녹인 꿀, 가급적 쓴 꿀(코르베졸로 꿀과 같은)로 덮는다.
- 카사디나스는 로구도로나 바르바지아의 대표적인 디저트로, 레몬 향이 나는 신선한 치즈를 얇게 깔아 채운 파스타 파이이다. 이탈리아어로 포르마젤레라고도 불린다. 리코타 치즈를 넣은 변형도 널리 퍼져 있으며, 레고티나스 또는 이탈리아어로 리코텔레라고 불린다.
- 파르둘라스는 카사디나스와 매우 유사하지만 리코타 치즈를 기반으로 한 속을 채우며, 돔 모양이고 카사디나스보다 부드럽고 가루 설탕 또는 알갱이 설탕으로 덮는다. 캄피다노의 대표적인 디저트이다.
- 아란자다는 바론기와 누오로 지역에서 흔한 디저트이다. 꿀에 절인 오렌지 껍질과 구운 아몬드로 만들어지고, 마름모꼴 모양으로 오렌지 잎 위에 올려 제공된다.
- 파바시나스, 파파시노스 또는 파바시누스 (이탈리아어로는 파파시니)는 전 지역에 퍼져 있으며 세몰리나, 호두, 건포도, 아몬드 또는 헤이즐넛으로 만들어진다.
- 카타스, 프리골라스 또는 프리솔라스 또는 프리시올리 롱기는 주로 카니발 기간에 준비되며 밀가루, 감자, 물, 설탕, 아니스, 간 오렌지 껍질로 만들어 길고 끈 모양으로 튀긴다.
- 오릴레타스는 밀가루 반죽과 계란으로 만든 디저트이다. 튀긴 후 뜨거운 꿀과 물 시럽에 담근다.
- 코플레타스는 사파 또는 끓인 꿀을 채운 얇은 쇼트브레드 페이스트리 두 장으로 구성된다. 주로 고체아노와 오지에리에서 널리 퍼져 있다.
- 구에푸스 또는 구엘포스 (이탈리아어로는 소스피리)는 다진 아몬드, 설탕, 레몬으로 만든 공 모양의 디저트이다. 오지에리의 대표적인 디저트이며 작은 색종이로 포장된다.
- 칸델라우스는 다양한 형태로 만들어지는 디저트로, 신선한 아몬드 혼합물을 포함하는 아몬드 페이스트 반죽으로 만들어지며, 오렌지 꽃물로 향을 내고 유약을 바른다.
- 피스토쿠스 피니스 (이탈리아어로는 비스코티 디 폰니)는 '사르데냐 레이디핑거 비스킷'이라고도 불린다.
- 칠리카스, 티리카스 또는 카스케타스는 말굽, 초승달 또는 하트 모양을 가지고 있다. 겉 부분은 쇼트 파이로 되어 있고 속은 지역에 따라 사파와 호두, 또는 꿀과 사프란이 들어간다.
- 이스 앙굴레스는 오르투에리 지역의 대표적인 과자로, 둥근 모양에 황색을 띠고 있으며, 모페리글리아로 꽃, 과일 또는 동물 모양의 그림이 장식되어 있다.
- 비안치노스, 비안키투스 또는 비안키토스는 머랭으로, 거품 낸 달걀 흰자로 피라미드 모양을 만들고 매우 부서지기 쉬운 구조로 되어 있으며, 종종 아몬드로 장식한다.
- 크룩소네두스 데 멘둘라 또는 쿨루르히오네두스 데 멘둘라는 아몬드를 채운 퍼프 페이스트리로 만든 라비올리 모양의 과자로, 튀긴 후 가루 설탕을 뿌린다. 커스터드 크림, 리코타 치즈, 사파 크림을 채운 것도 있다.
- 아마레토스(마리고소스라고도 함)는 스위트 아몬드(약 70%)와 비터 아몬드(30%), 설탕, 달걀 흰자, 레몬 껍질을 주재료로 만든 달콤한 마카롱이다.
- 부코네테스는 벨비 바르비의 대표적인 과자로, 구운 다진 헤이즐넛, 간 레몬과 오렌지 껍질을 섞어 공 모양으로 만들고 꿀 시럽과 설탕으로 조리한 후 은박지와 색종이로 포장한다.
- 아바멜레는 사르데냐 농촌 문화의 가장 오래된 미식 제품 중 하나로, 꿀로 만들어진다. 이탈리아의 다른 지역에서는 "꿀 달인 물" 또는 "꿀과 화분" 또는 "꿀 사파"라고도 불린다.
- 파네 에 사바는 사바(포도 농축액)로 만든 바르바리치노 오븐의 대표적인 겨울 과자이다.
- 토나라의 누가와 파타다, 오지에리, 오르고솔로의 누가는 지중해 꿀로 만들어져 상아색을 띤다.
- 루졸로스는 리코타 치즈와 간 오렌지 또는 레몬 껍질로 만든 공 모양으로, 뜨거운 물과 꿀 용액(갈기 위해)에 담근다.
- 가토 데 멘둘라는 구운 아몬드와 오렌지 껍질로 맛을 낸 바삭한 과자이다.
- 만다가다스는 트리차스, 아치울레디라고도 알려져 있다. 엮어서 꿀에 절인 반죽으로 만든 디저트이다. 듀럼 밀가루, 계란, 사르데냐 꿀로 만들어진다.
- 무스타촐로스 또는 무스타치올루스는 파파시노스와 마찬가지로 마름모꼴이며, 레몬, 시나몬 향이 나고 윗부분에 유약이 발라져 있다.
- 파파이-비앙쿠는 알게로 시의 대표적인 디저트로, 카탈루냐어로는 만하르 블랑이라고 불린다. 우유 크림, 전분, 레몬 껍질로 만들어진다.
- 피스토케두스 데 카파는 세렌티 마을에서 유래한 디저트로, 동물 모양으로 만들어진 단단한 황금색 비스킷에 "사 카파"라고 불리는 설탕 옷과 은색 작은 악마, 금박 장식이 덮여 있다.

## 빵

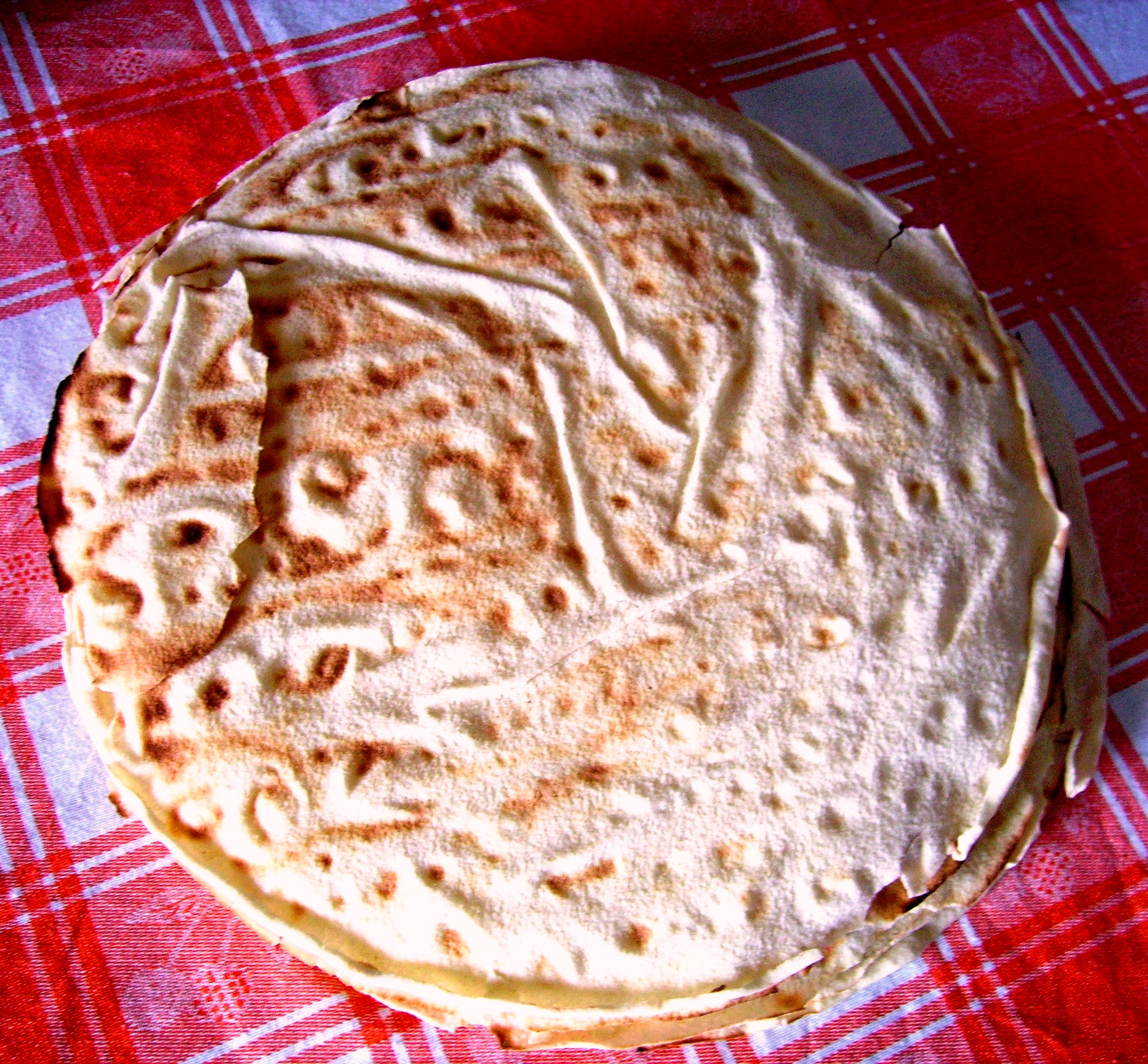
카라사우 빵

- 파네 카라사우는 장작 오븐에서 이중으로 구워 얻은 얇고 바삭한 원형 모양의 빵이다. 마른 상태로도 며칠 동안 섭취할 수 있으며, 살짝 적셔 말아 먹을 수도 있다. 구티아우 빵은 같은 카라사우 빵에 약간의 기름과 소금을 넣고 오븐에 데워 만든 요리이다.
- 피스토쿠는 주로 오글리아스트라에서 생산된다. 카라사우와 같은 방식으로 준비되지만, 더 두껍고 촉촉한 상태로 먹는 것을 선호한다.
- 시브락수 또는 시바르지우는 캄피다노와 사르데냐 남부 전역에서 흔히 볼 수 있는 큰 덩어리 빵이다.
- 코코이 아 피추스는 장식된 빵의 일종으로, 한때 특별한 날에만 생산되었지만 오늘날에는 항상 존재한다.
- 모디초수("모디치"는 지중해 식물에서 흔히 볼 수 있는 매스틱 나무로, 요리에 사용되는 향기로운 나무를 제공한다)는 원형이며 매우 부드럽고, 감자를 첨가하여 주로 도르갈리 지역에서 생산되지만 지역 전역에 널리 퍼져 있다.
- 보니오르바의 대표적인 트치치.
- 스피아나다는 둥글고 부드러운 모양으로, 누오레세 지역의 특징이며, 한때 매달 파네 카라사우를 만들 때 준비되어 다음 며칠 동안 섭취되었다.

## 포도주

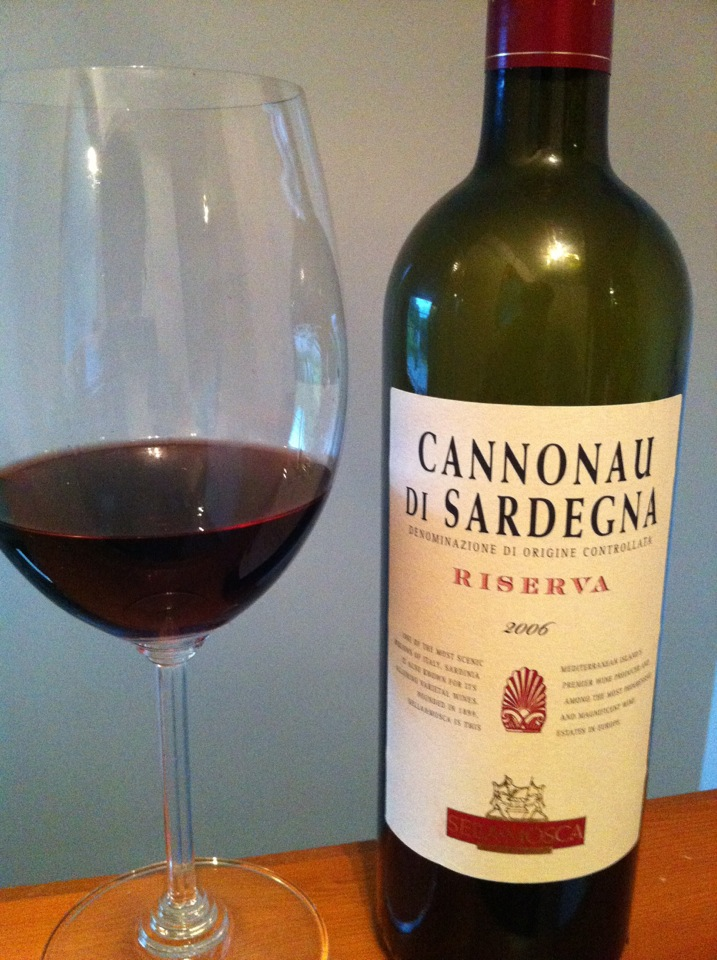
칸노나우 포도주

섬 전역, 즉 캄피다노와 해안 평원에서부터 언덕과 산악 고원에 이르기까지 곳곳에 여러 포도밭이 존재한다. 토양의 특별한 구성과 화창한 기후는 고품질 생산을 가능하게 한다. 오랜 와인 양조 전통은 누라게 시대에 뿌리를 두고 있으며, 그 이후로 섬이 아랍 지배를 받지 않았기 때문에 이슬람의 알코올 금지령이 사르데냐에 전혀 영향을 미치지 않아 중단되지 않았다. 오히려 비잔틴 시대와 주디카티 시대에는 와인 양조가 크게 증가했다. 오늘날 이 섬에는 15개의 IGT, 19개의 DOC, 1개의 Docg 와인이 있다.
칸노나우 (또는 칸노나오)는 전형적인 사르데냐 적포도주로, 페놀이 풍부하며, 그르나쉬 포도로 만들어져 붉은 고기 요리와 잘 어울린다.

## 치즈

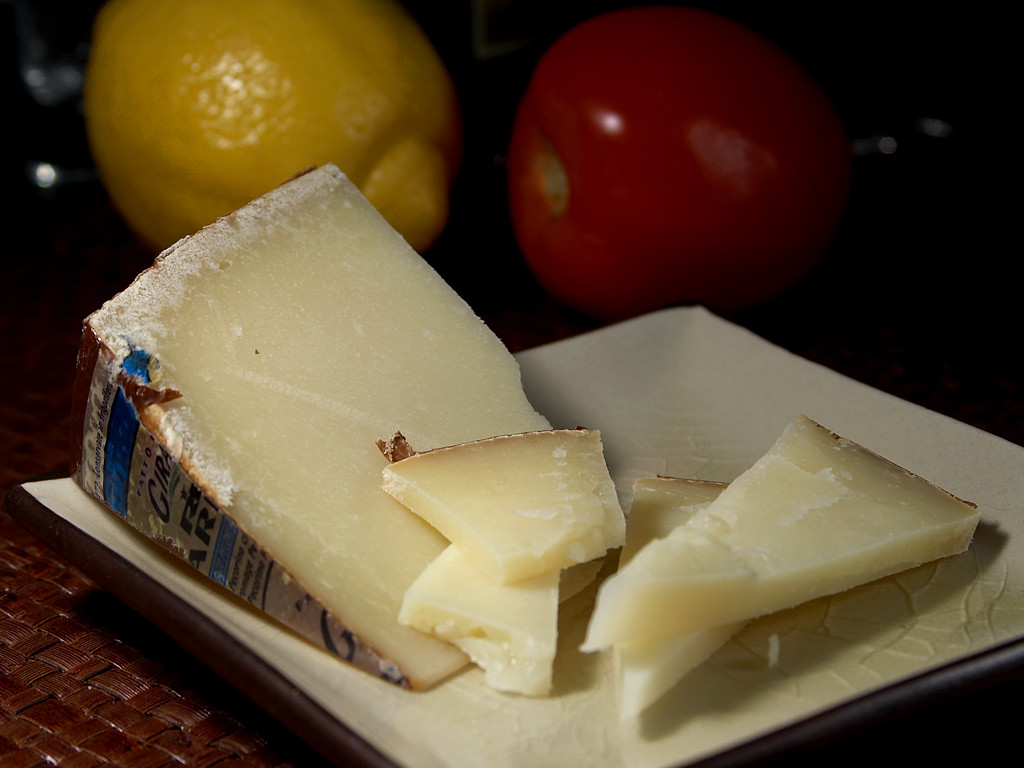
페코리노 사르도 치즈

- 페코리노 사르도는 사르데냐산의 단단한 치즈로, 양젖, 특히 지역 사르다 양의 젖으로 만든다.[15] 1991년에 원산지 명칭 보호 (DO) 지위를 받았으며, 이 유럽 연합 인증 제도가 도입된 해인 1996년에 원산지 명칭 보호 (PDO)를 부여받았다.[16] 두 가지 종류가 있다. 20-60일 숙성된 페코리노 사르도 돌체와 2개월 이상 숙성된 페코리노 사르도 마투로이다.[17] 페코리노 사르도는 조리하지 않은 경질 치즈, 즉 송아지 레닛을 사용하여 응고시킨 신선한 통양유로 만든다. 혼합물은 소금에 절여 틀에 부어진다. 돌체는 1.0-2.3킬로그램이고, 마투로는 1.7-4.0킬로그램이다. 껍질은 짙은 노란색에서 짙은 갈색까지 다양하며, 속은 흰색에서 지푸라기 노란색까지 다양하다. 맛의 날카로움은 숙성 기간에 따라 달라진다.[17]
- 카수 마르추,[18] 때로는 카수 마르주라고도 쓰이며, 사르데냐어로 카수 모데, 카수 쿤디두, 카수 프라지고라고도 불리는 이 전통적인 사르데냐 양젖 치즈는 살아있는 곤충 유충(구더기)을 포함한다. 카수 마르추는 일반적인 발효를 넘어 파이오필리대과의 치즈파리 유생의 소화 작용으로 인한 분해 단계에 이른다. 이 유충들은 치즈에 의도적으로 도입되어 고도의 발효를 촉진하고 치즈의 지방을 분해한다. 치즈의 질감은 매우 부드러워지고, 액체(사르데냐어로 "눈물"을 의미하는 라그리마라고 불림)가 스며 나온다. 유충 자체는 대략 8 mm (5⁄16 in) 길이의 반투명한 흰색 벌레처럼 보인다.[19]

## 같이 보기
- 이탈리아 요리
- 아브루초 요리
- 아풀리아 요리
- 아르버레셔 요리
- 에밀리아 요리
- 리구리아 요리
- 롬바르디아 요리
- 만토바 요리
- 바실리카타 요리
- 나폴리 요리
- 피에몬테 요리
- 로마 요리
- 시칠리아 요리
- 토스카나 요리
- 베네치아 요리

## 참고 문헌
- Costantina Frau, Mandigos e usanzias in Sardinna, CUEC, 2000
- Alessandro Molinari Pradelli, La cucina sarda, Newton Compton Editore, 2002, ISBN 88-8289-684-6.
- Pietro Oliva, Maria Giovanna Poli, Cucina sarda, Giunti Editore, 2004, ISBN 88-440-2875-1.
- AA.VV, Anna Pau e Paolo Piquereddu, Pani, tradizione e prospettive della panificazione in Sardegna, Nuoro, Edizioni Ilisso, 2005, ISBN 88-89188-54-5.
- Laura Rangoni, La cucina sarda di mare, Edizioni Newton Compton, 2007, ISBN 88-541-0872-3.
- Bonoreddu Colomo, Cianedda Pala, Sa Cuchina sarda, Guida alla gastronomia isolana (three volumes), Editrice Archivio Fotografico Sardo, 2013.
- Costantina Frau, Alimentos Sardos in dies de festa, 70 ricette tradizionali delle antiche feste, Archivio Fotografico Sardo, 2014.
- Antonella Serrenti – Susanna Trossero, Il pane carasau. Storie e ricette di un'antica tradizione isolana, Perugia, Graphe.it edizioni, 2014, ISBN 978-88-97010-62-3.
- Guigoni A., Cibo identitario della Sardegna, ISRE, 2019.
- Piras, Claudia; Medagliani, Eugenio (2000). 《Culinaria Italy》. Könemann Verlagsgesellschaft mbh. ISBN 3-8290-2901-2.